# Sparaxis fragrans
Sparaxis fragrans är en irisväxtart som först beskrevs av Nikolaus Joseph von Jacquin, och fick sitt nu gällande namn av Ker Gawl. Sparaxis fragrans ingår i släktet Sparaxis och familjen irisväxter. Inga underarter finns listade i Catalogue of Life.